# بخش مرکزی شهرستان دشت آزادگان
بخش مرکزی شهرستان دشت آزادگان یکی از بخش‌های تابعه شهرستان دشت آزادگان در استان خوزستان در جنوب غربی ایران است.

## تقسیم‌بندی کشوری
- بخش مرکزی شهرستان دشت آزادگان 
  - دهستان الله اکبر
  - دهستان حومه شرقی
  - دهستان حومه غربی

شهرها: سوسنگرد ، ابوحمیظه ، کوت سیدنعیم

## جمعیت
بنابر سرشماری مرکز آمار ایران، جمعیت بخش مرکزی شهرستان دشت آزادگان در سال ۱۳۸۵ برابر با ۸۶۹۵۵ نفر بوده است.